# Brian Walton
Brian Walton (Ottawa, 18 de desembre de 1965) va ser un ciclista canadenc que va combinar la carretera amb la pista. Va guanyar una medalla de plata als Jocs Olímpics d'Atlanta i diverses medalles als Jocs Panamericans.

## Palmarès en ruta
- 1985
  - Vencedor d'una etapa al Tour de Texas
- 1988
  -  Campionat del Canadà en ruta
  - Vencedor de 2 etapes al Tour de Texas
  - 1r al Tour de Gastown
- 1989
  - 1r a la Milk Race i vencedor d'una etapa
- 1990
  - Vencedor d'una etapa a l'International Cycling Classic
  - Vencedor d'una etapa a la Volta al País Basc
- 1991
  - 1r a la Volta a Baviera i vencedor de 2 etapes
  - Vencedor d'una etapa a l'International Cycling Classic
- 1993
  - Vencedor d'una etapa al Herald Sun Tour
  - Vencedor de 2 etapes al Tour de la Willamette
  - Vencedor d'una etapa al Tour de Bisbee
- 1994
  - 1r al Tour de White Rock
  - 1r al Tour de la Willamette
- 1995
  - Medalla d'or als Jocs Panamericans en Ruta
  - 1r al Tour de White Rock
  - Vencedor d'una etapa al Valley of the Sun Stage Race
- 1996
- 1r al Saint Valentine's Stage Race
- 1997
  - Vencedor d'una etapa al Circuit des Mines
  - Vencedor d'una etapa al Stage Race Norman
  - Vencedor d'una etapa al Tour de Langkawi
- 1998
  - 1r al Fyen Rundt
  - Vencedor d'una etapa al Fitchburg Longsjo Classic
- 1999
  - Medalla d'or als Jocs Panamericans en Ruta
  - Vencedor d'una etapa a la Volta al Japó

### Resultats al Giro d'Itàlia
- 1992. 116è de la classificació general

## Palmarès en pista
- 1993
  -  Campió del Canadà en Puntuació
- 1994
  -  Campió del Canadà en Puntuació
- 1995
  - Medalla d'or als Jocs Panamericans en Puntuació
- 1996
  -  Medalla de plata als Jocs Olímpics d'Atlanta en Puntuació

### Resultats a laCopa del Món
- 1997
  - 1r a Trexlertown, en Puntuació
- 1998
  - 1r a Victòria, en Puntuació
- 1999
  - 1r a Frisco, en Puntuació